# La Femme que j'ai assassinée
Pour plus de détails, voir Fiche technique et Distribution.
La Femme que j'ai assassinée est un film français réalisé par Jacques Daniel-Norman, sorti en 1948.

## Synopsis
Durant un repas entre célibataires chez François Bachelin (Charles Vanel), le téléphone sonne et il répond. Au bout du fil une jeune femme, Lucienne, demande à parler à un certain Jean-Louis, qu'il ne connait pas. Mais comme il est éméché, il lui répond par jeu que Jean-Louis a quitté la France, lui laissant entendre qu'il l'a abandonnée, et ne prend pas au sérieux ses menaces de se jeter à l'eau. Le lendemain, le corps de Lucienne est retrouvé dans le canal. Apprenant la nouvelle, François Bachelin est pris de remords, hypocritement attisés par René Dufleuve et sombre dans l'alcool.
Quelques mois plus tard, François Bachelin croise l'un de ses amis, Raoul Le Hardouin, qui lui confie qu'il avait été l'amant de Lucienne et l'avait quittée après lui avoir promis de l'épouser. François Bachelin apprend aussi que Lucienne connaissait Raoul sous le pseudonyme de Jean-Louis Ramel, qu'elle était mère d'une petite fille et que c'est par Raoul qu'elle avait eu son numéro de téléphone.
François Bachelin décide alors de recueillir la petite fille, puis de l'adopter.

## Fiche technique
- Titre : La Femme que j'ai assassinée
- Réalisation : Jacques Daniel-Norman
- Scénario : Claude Dolbert, Charles Exbrayat
- Dialogues : Pierre Laroche
- Photographie : René Colas
- Son : René Longuet
- Producteur : Jacques Haïk
- Musique : Marcel Landowski
- Tournage : du 28 avril au 19 juin 1948
- Pays :  France
- Langue : français
- Format :  Son mono - Noir et blanc - 35 mm  - 1,37:1
- Genre : Film dramatique
- Durée : 91 minutes
- Date de sortie :
  - France : 26 novembre 1948

## Distribution
- Armand Bernard : Dupont-Verneuil, le procureur
- Pierre Larquey : René Dufleuve
- Micheline Francey : Lucienne adulte
- Charles Vanel : François Bachelin
- Margo Lion : La logeuse
- Jane Marken : Maria Le Querrec, gouvernante de François Bachelin
- Roger Vincent : Le père de Jean
- Georges Paulais : Benjamin
- Palmyre Levasseur : La marchande des quatre saisons
- Robert Pizani : Un convive du banquet
- Philippe Richard : Un convive du banquet
- Lucie Valnor : Lucienne enfant
- Jeanne Daury : Simone
- Muse Dalbray : une commère
- Pierre Stephen : Raoul Le Hardouin / Jean-Louis Ramel
- Jacques Dubois
- Philippe Mareuil
- Émile Ronet
- Julien Maffre
- Rivers Cadet : Un convive du banquet